# カオライン
カオライン市（ベトナム語：Thành phố Cao Lãnh / 城庯高嶺  発音、南部発音はカオラン） はベトナム南部メコンデルタ地方の都市。1994年4月29日にドンタップ省の省都となった。地名はcâu đương（勾當）+杜公祥の別名「嶺」→ Câu Lãnh → Cao Lãnhに由来か。

## 地理
ドンタップ省中部に位置する。西辺・南辺はティエンザン（メコン川）に沿っており、街の中心部はカオラン川、ディンチュン川を始めとした多くの川や運河に囲まれている。

## 交通
市中心部より約4km南の位置にカオランフェリーターミナルがあり、メコン川を挟んで南のラップヴォー県とを結んおり、ラップヴォー県からは、かつて省都であったサデークへのバスが通じている。周辺には橋は架けられていない。

## 行政区画
カオラインは、以下の8坊7社の行政単位に区分される。
- 坊（phường、坊）
  - 第1坊（ベトナム語版）（Phường 1）
  - 第2坊（ベトナム語版）（Phường 2）
  - 第3坊（ベトナム語版）（phường 3）
  - 第4坊（ベトナム語版）（phường 4）
  - 第6坊（ベトナム語版）（phường 6）
  - 第11坊（ベトナム語版）（phường 11）
  - ホアトゥアン坊（ベトナム語版）（Hoà Thuận / 和順）
  - ミーフー坊（ベトナム語版）（Mỹ Phú / 美富）

- 社（xã、社）
  - ミータン社（ベトナム語版） （Mỹ Tân / 美新）
  - ホアアン社（ベトナム語版） （Hoà An / 和安）
  - ティントイ社（ベトナム語版） （Tịnh Thới / 淨泰）
  - タントゥアンドン社（ベトナム語版） （Tân Thuận Đông / 新順東）
  - タントゥアンタイ社（ベトナム語版） （Tân Thuận Tây / 新順西）
  - ミーチャー社（ベトナム語版） （Mỹ Trà / 美茶）
  - ミーガイ社（ベトナム語版） （Mỹ Ngãi / 美義）

## 観光

### グエン・シン・サックの墓
街の南、第4坊にはホー・チ・ミンの父親であるグエン・シン・サックの墓があり、公園として整備されている。

### 博物館
カオラン川沿いのドンタップ省博物館では、省内から出土した歴史遺物や民俗資料、独立戦争の記録などが遺されている。